# Ларкин, Шейн
Дешейн Дейвис Ларкин (англ. DeShane Davis Larkin; род. 2 октября 1992 года в Цинциннати, штат Миссисипи) — американский и турецкий профессиональный баскетболист, играющий на позиции разыгрывающего защитника. В 2013 году был выбран на драфте НБА под 18-м номером командой «Атланта Хокс» и обменян в «Даллас Маверикс».
Сын Барри Ларкина, члена Зала славы бейсбола.

## Карьера
Ларкин был выбран под 18-м общим номером в первом раунде драфта НБА 2013 года командой «Атланта Хокс» и сразу же был обменян в «Даллас Маверикс» на Лукаса Ногейра, выбранного 16-м на драфте 2013 года, и Джареда Каннингема, выбранного 44-м на драфте 2012 года. Во время практики в летней лиге он сломал лодыжку и выбыл на 3 месяца.
В НБА дебютировал 18 ноября 2013 года, набрал 3 очка, отдал три результативные передачи и помог команде одержать победу на «Филадельфией».
25 июня 2014 года, «Даллас Маверикс» обменяли Ларкина, Хосе Кальдерона, Сэмюэла Далемберта, Уэйна Эллингтона и два выбора во втором раунде драфта 2014 года в «Нью-Йорк» на Тайсона Чендлера и Реймонда Фелтона.
7 февраля 2020 года Ларкин официально получил турецкое гражданство и сможет играть за сборную Турции.
В августе 2023 года Федерация баскетбола Турции лишила Шейна Ларкина статуса национального игрока, дисквалифицировала на пять матчей в Турецкой лиге и оштрафовала на 90 000 турецких лир за отказ играть за сборную Турции в олимпийском предквалификационном турнире.
16 марта 2025 года Ларкин получил награду MVP 29-го тура Евролиги.

## Статистика

### Статистика в НБА
| Сезон                                                                                    | Команда  | Регулярный сезон | Регулярный сезон | Регулярный сезон | Регулярный сезон | Регулярный сезон | Регулярный сезон | Регулярный сезон | Регулярный сезон | Регулярный сезон | Регулярный сезон | Регулярный сезон | Серия плей-офф | Серия плей-офф | Серия плей-офф | Серия плей-офф | Серия плей-офф | Серия плей-офф | Серия плей-офф | Серия плей-офф | Серия плей-офф | Серия плей-офф | Серия плей-офф |
| Сезон                                                                                    | Команда  | GP               | GS               | MPG              | FG%              | 3P%              | FT%              | RPG              | APG              | SPG              | BPG              | PPG              | GP             | GS             | MPG            | FG%            | 3P%            | FT%            | RPG            | APG            | SPG            | BPG            | PPG            |
| ---------------------------------------------------------------------------------------- | -------- | ---------------- | ---------------- | ---------------- | ---------------- | ---------------- | ---------------- | ---------------- | ---------------- | ---------------- | ---------------- | ---------------- | -------------- | -------------- | -------------- | -------------- | -------------- | -------------- | -------------- | -------------- | -------------- | -------------- | -------------- |
| 2013/14                                                                                  | Даллас   | 48               | 0                | 10,2             | 38,0             | 31,6             | 64,0             | 0,9              | 1,5              | 0,5              | 0,0              | 2,8              | 2              | 0              | 5,0            | 0,0            | 0,0            | 0,0            | 0,5            | 1,0            | 0,0            | 0,0            | 0,0            |
| 2014/15                                                                                  | Нью-Йорк | 76               | 22               | 24,5             | 43,3             | 30,2             | 78,2             | 2,3              | 3,0              | 1,2              | 0,1              | 6,2              | Не участвовал  | Не участвовал  | Не участвовал  | Не участвовал  | Не участвовал  | Не участвовал  | Не участвовал  | Не участвовал  | Не участвовал  | Не участвовал  | Не участвовал  |
| 2015/16                                                                                  | Бруклин  | 78               | 17               | 22,4             | 44,2             | 36,1             | 77,6             | 2,3              | 4,4              | 1,2              | 0,2              | 7,3              | Не участвовал  | Не участвовал  | Не участвовал  | Не участвовал  | Не участвовал  | Не участвовал  | Не участвовал  | Не участвовал  | Не участвовал  | Не участвовал  | Не участвовал  |
| 2017/18                                                                                  | Бостон   | 54               | 2                | 14,4             | 38,4             | 36,0             | 86,5             | 1,7              | 1,8              | 0,5              | 0,1              | 4,3              | 11             | 0              | 14,0           | 45,7           | 30,8           | 100,0          | 1,0            | 1,8            | 0,5            | 0,0            | 3,7            |
|                                                                                          | Всего    | 256              | 41               | 19,1             | 42,2             | 33,6             | 77,7             | 1,9              | 2,9              | 0,9              | 0,1              | 5,5              | 13             | 0              | 12,6           | 42,1           | 28,6           | 100,0          | 0,9            | 1,7            | 0,4            | 0,0            | 3,2            |
| Наведите курсор мыши на аббревиатуры в заголовке таблицы, чтобы прочесть их расшифровку. |          |                  |                  |                  |                  |                  |                  |                  |                  |                  |                  |                  |                |                |                |                |                |                |                |                |                |                |                |

### Статистика в Д-Лиге
| Сезон                                                                                    | Команда | Регулярный сезон | Регулярный сезон | Регулярный сезон | Регулярный сезон | Регулярный сезон | Регулярный сезон | Регулярный сезон | Регулярный сезон | Регулярный сезон | Регулярный сезон | Регулярный сезон | Серия плей-офф | Серия плей-офф | Серия плей-офф | Серия плей-офф | Серия плей-офф | Серия плей-офф | Серия плей-офф | Серия плей-офф | Серия плей-офф | Серия плей-офф | Серия плей-офф |
| Сезон                                                                                    | Команда | GP               | GS               | MPG              | FG%              | 3P%              | FT%              | RPG              | APG              | SPG              | BPG              | PPG              | GP             | GS             | MPG            | FG%            | 3P%            | FT%            | RPG            | APG            | SPG            | BPG            | PPG            |
| ---------------------------------------------------------------------------------------- | ------- | ---------------- | ---------------- | ---------------- | ---------------- | ---------------- | ---------------- | ---------------- | ---------------- | ---------------- | ---------------- | ---------------- | -------------- | -------------- | -------------- | -------------- | -------------- | -------------- | -------------- | -------------- | -------------- | -------------- | -------------- |
| 2013/14                                                                                  | Техас   | 4                | 3                | 35,7             | 46,8             | 57,1             | 81,8             | 5,3              | 8,3              | 2,0              | 0,0              | 15,3             | Не участвовал  | Не участвовал  | Не участвовал  | Не участвовал  | Не участвовал  | Не участвовал  | Не участвовал  | Не участвовал  | Не участвовал  | Не участвовал  | Не участвовал  |
|                                                                                          | Всего   | 4                | 3                | 35,7             | 46,8             | 57,1             | 81,8             | 5,3              | 8,3              | 2,0              | 0,0              | 15,3             | Не участвовал  | Не участвовал  | Не участвовал  | Не участвовал  | Не участвовал  | Не участвовал  | Не участвовал  | Не участвовал  | Не участвовал  | Не участвовал  | Не участвовал  |
| Наведите курсор мыши на аббревиатуры в заголовке таблицы, чтобы прочесть их расшифровку. |         |                  |                  |                  |                  |                  |                  |                  |                  |                  |                  |                  |                |                |                |                |                |                |                |                |                |                |                |

### Статистика в колледже
| Сезон                                                                                   | Команда          | GP | GS | MPG  | FG%  | 3P%  | FT%  | RPG | APG | SPG | BPG | PPG  |  |
| --------------------------------------------------------------------------------------- | ---------------- | -- | -- | ---- | ---- | ---- | ---- | --- | --- | --- | --- | ---- |  |
| 2011/12                                                                                 | Майами (Флорида) | 32 | 18 | 25,6 | 36,0 | 32,3 | 85,7 | 2,5 | 2,5 | 1,6 | 0,1 | 7,4  |  |
| 2012/13                                                                                 | Майами (Флорида) | 36 | 35 | 36,4 | 47,9 | 40,6 | 77,7 | 3,8 | 4,6 | 2,0 | 0,1 | 14,5 |  |
|                                                                                         | Всего            | 68 | 53 | 31,3 | 43,8 | 37,5 | 80,8 | 3,2 | 3,6 | 1,8 | 0,1 | 11,2 |  |
| Наведите курсор мыши на аббревиатуры в заголовке таблицы, чтобы прочесть их расшифровку |                  |    |    |      |      |      |      |     |     |     |     |      |  |